# Maria Esteva Ferrer
Maria Esteva Ferrer (Cala Rajada, Capdepera, 1924 - 2012) va ser una cuinera i gastrònoma mallorquina. Als anys 60, ja va ser visionària dels avantatges que reportava el turisme i convertí la casa familiar en una pensió de 20 habitacions, on es podia gaudir d'hospitalitat i d'uns berenars memorables. A la dècada de 1980 tanca l'establiment i es trasllada a Palma, on obre el restaurant Cambalache a la zona de Santa Catalina. Deu anys més tard el tanca i n'inaugura un altre en el Terreno: Dos Copas. Aquí, influenciada pel seu fill, combina el bon menjar amb l'exposició d'obres d'art. De la mà del seu fill, el restaurant es transformà en una galeria d'art que llavors és traslladada a Madrid. Intenta harmonitzar l'art dels fogons amb les obres d'art i ha organitzat i organitza sopars que produeixen gran delit. El seu fill Joan Guaita va voler recopilar-ne la saviesa culinària i edità el llibre de cuina Els perfums meravellosos. El 2007 va rebre el Premi Ramon Llull.